# Chiesa dell'Assunzione di Maria Vergine (Lu e Cuccaro Monferrato)
La chiesa dell'Assunzione di Maria Vergine è la parrocchiale di Cuccaro Monferrato, frazione del comune sparso di Lu e Cuccaro Monferrato, in provincia di Alessandria e diocesi di Casale Monferrato; fa parte dell'unità pastorale Santissimo Salvatore.

## Storia
L'area di Cuccaro originariamente era compresa nella diocesi di Asti, ma già nel 1214 venne assegnata alla diocesi di Acqui.
Tuttavia, la prima citazione dalla più antica parrocchiale di Cuccaro, menzionata come S. Maria de Prelio, risale al 1355; per un breve periodo verso la metà di quel secolo fu inserita nella diocesi di Alessandria.
All'inizio del Quattrocento, nel 1405, il luogo di culto era descritto come ancora privo della torre campanaria.
Nella seconda metà del Seicento la chiesa fu riedificata ex novo, per poi venir benedetta il 16 novembre 1676; a causa di alcuni problemi strutturali della parete destra, furono condotti dei restauri nel 1692, nel 1729 e nel 1764.
Nel 1805 la parrocchia entrò a far parte per la seconda volta della diocesi di Alessandria, ma già l'anno successivo confluì in quella di Casale, cui rimase aggregata anche dopo la Restaurazione.
La dedica all'Assunzione di Maria Vergine è attestata a partire dal 1834 e quattro anni dopo la chiesa fu interessata da un intervento di rifacimento e di ampliamento che la portò ad una conformazione a cinque navate; successivamente, il 17 agosto 1851 dal vescovo di Casale Luigi Nazari di Calabiana impartì la consacrazione.
Nel 1890 si procedette alla ricostruzione del presbiterio e dell'abside, mentre nel 1917 fu commissionato all'ingegnere Crescentino Caselli il progetto per il nuovo campanile, che però poi non venne mai messo in pratica; nel 1957 si provvide a rimuovere gli intonaci della facciata, che venne lasciata, così, in mattoni.
L'edificio fu consolidato nel 1976 e tre anni dopo si procedette alla posa del nuovo pavimento e al restauro delle cappelle; gli anni ottanta e novanta videro l'esecuzione di importati interventi di stabilizzazione e di irrobustimento della struttura, mentre nel 1996 venne sopraelevata la torre campanaria.
Essendo stata lesionata dall'evento sismico del 21 agosto 2000, la chiesa fu ristrutturata negli anni immediatamente seguenti e dunque riaperta al culto il 10 marzo 2002.

## Descrizione

### Esterno

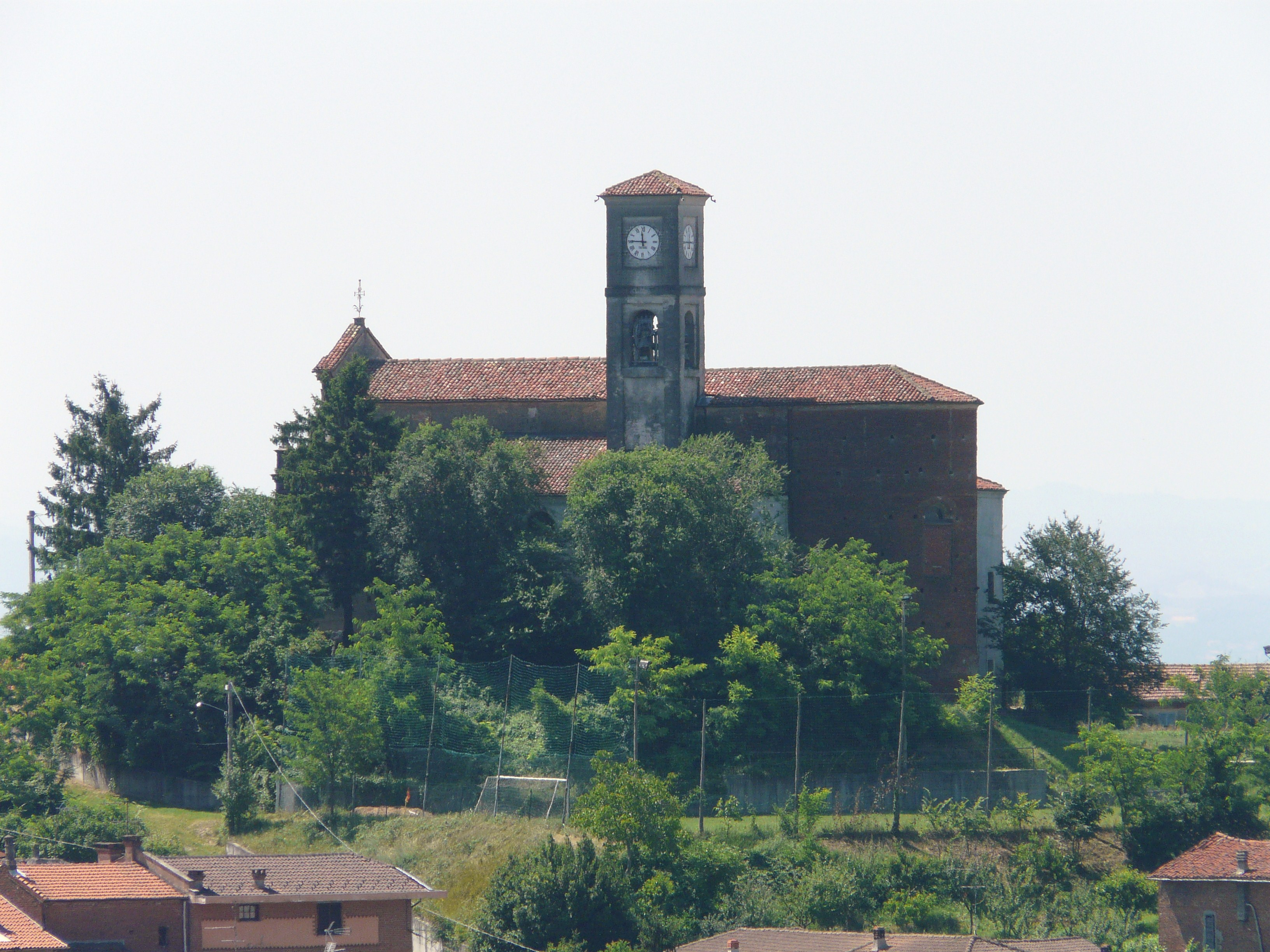
La chiesa vista da lontano

La facciata a salienti della chiesa, rivolta a sudest, è suddivisa da una cornice marcapiano in due registri: quello inferiore, scandito da sei lesene, presenta centralmente il portale d'ingresso, sormontato da una raffigurazione dell'Assunta, e ai lati due nicchie vuote, mentre quello superiore è caratterizzato da una finestra a lunetta e coronato dal timpano di forma triangolare.
Annesso alla parrocchiale è il campanile a base quadrata, la cui cella presenta su ogni lato una monofora a tutto sesto ed è sormontata da un ulteriore registro ospitante gli orologi e coperto dal tetto a quattro falde. 

### Interno
L'interno dell'edificio, la cui pianta è a croce latina con transetto, si compone di cinque navate, coperte da volte a botte e separate da colonne sorreggenti degli archi a tutto sesto; al termine dell'aula si sviluppa il presbiterio, delimitato da balaustre, ospitante l'altare maggiore e chiuso dall'abside semicircolare.
Qui sono conservate diverse opere di pregio, tra le quali la serie di affreschi sulla volta della navata centrale raffiguranti la Cacciata dei mercanti dal tempio, il Martirio di Sant'Apollonia, il Miracolo di Torino dell'ostia consacrata e l'Incoronazione della Vergine, eseguita nel 1850 da Pietro Ivaldi, autore pure delle due pale con l'Adorazione dei Magi e la Trasfigurazione sul monte Tabor, le pitture che rappresentano il Discorso della montagna e le Virtù teologali, realizzate da Vittorio Arneri nel 1891, i due dipinti ritraenti la Cacciata di Eliodoro dal tempio e a destra la Conversione di San Paolo, il primo dei quali è una copia da Raffaello Sanzio, l'altare maggiore, costruito nel 1790, la settecentesca tela delle Sante Lucia, Apollonia e Agata, firmata da Pier Francesco Guala, e il quadro avente come soggetto Cristo alla colonna sorretto da un angelo, risalente anch'esso al XVIII secolo.